# Liste der Baudenkmäler in Leifers
Die Liste der Baudenkmäler in Leifers (italienisch Laives) enthält die 13 als Baudenkmäler ausgewiesenen Objekte auf dem Gebiet der Gemeinde Leifers in Südtirol.
Basis ist das im Internet einsehbare offizielle Verzeichnis der Baudenkmäler in Südtirol. Dabei kann es sich beispielsweise um Sakralbauten, Wohnhäuser, Bauernhöfe und Adelsansitze handeln. Die Reihenfolge in dieser Liste orientiert sich an der Bezeichnung, alternativ ist sie auch nach der Adresse oder dem Datum der Unterschutzstellung sortierbar.

## Liste
| Foto |                 | Bezeichnung                                                  | Standort                                                 | Eintragung                   | Beschreibung                                       | Metadaten                                               |
| ---- | --------------- | ------------------------------------------------------------ | -------------------------------------------------------- | ---------------------------- | -------------------------------------------------- | ------------------------------------------------------- |
| ja   | Datei hochladen | Burger mit Bildstock ID: 15692                               | 46° 25′ 33″ N, 11° 19′ 59″ O                             | 6. Feb. 1978 (BLR-LAB 780)   | Ländliches Wohnhaus/Bauernhof Burger mit Bildstock | KG: Leifers Bauparzelle: 25/1, 25/5 Grundparzelle: 1582 |
| ja   | Datei hochladen | Damiano-Chiesa-Straße 18–20 ID: 15693                        | Damiano-Chiesa-Straße 18–20 46° 25′ 41″ N, 11° 20′ 14″ O | 6. Feb. 1978 (BLR-LAB 780)   | Ländliches Wohnhaus/Bauernhof                      | KG: Leifers Bauparzelle: 39/1                           |
| ja   | Datei hochladen | Gasthaus zur Pfleg ID: 15691                                 | 46° 25′ 21″ N, 11° 20′ 36″ O                             | 24. Juli 1950 (MD)           | Gasthaus                                           | KG: Leifers Bauparzelle: 13/1, 13/2, 13/5               |
| ja   | Datei hochladen | Gasthof Großhaus ID: 15694                                   | 46° 25′ 41″ N, 11° 20′ 21″ O                             | 24. Juli 1950 (MD)           | Gasthaus                                           | KG: Leifers Bauparzelle: 42/1                           |
| ja   | Datei hochladen | Köhlmühle ID: 15700                                          | 46° 27′ 32″ N, 11° 21′ 9″ O                              | 24. Okt. 1983 (BLR-LAB 6147) | Mühle                                              | KG: Leifers Bauparzelle: 183                            |
| ja   | Datei hochladen | Liechtenstein ID: 15701                                      | 46° 25′ 13″ N, 11° 20′ 39″ O                             | 6. Feb. 1978 (BLR-LAB 780)   | Burgruine                                          | KG: Leifers Grundparzelle: 1504, 1505                   |
| ja   | Datei hochladen | Pfarrkirche St. Anton Abt und Nikolaus in Leifers ID: 15690  | 46° 25′ 35″ N, 11° 20′ 21″ O                             | 6. Feb. 1978 (BLR-LAB 780)   | Kirche                                             | KG: Leifers Bauparzelle: 1                              |
| ja   | Datei hochladen | Pfarrkirche zum Seligen Heinrich von Bozen in Seit ID: 15698 | 46° 27′ 30″ N, 11° 21′ 3″ O                              | 6. Feb. 1978 (BLR-LAB 780)   | Kirche                                             | KG: Leifers Bauparzelle: 106                            |
| ja   | Datei hochladen | Rennerhof ID: 15695                                          | 46° 26′ 42″ N, 11° 20′ 38″ O                             | 5. Juni 1989 (BLR-LAB 2448)  | Ländliches Wohnhaus/Bauernhof                      | KG: Leifers Bauparzelle: 75                             |
| ja   | Datei hochladen | St. Jakob in der Au ID: 15696                                | 46° 27′ 27″ N, 11° 20′ 15″ O                             | 6. Feb. 1978 (BLR-LAB 780)   | Kirche                                             | KG: Leifers Bauparzelle: 80                             |
| ja   | Datei hochladen | St. Peter am Kofl ID: 15699                                  | 46° 25′ 14″ N, 11° 20′ 36″ O                             | 6. Feb. 1978 (BLR-LAB 780)   | Kirche                                             | KG: Leifers Bauparzelle: 151                            |
| ja   | Datei hochladen | Stallerhof ID: 15697                                         | 46° 27′ 46″ N, 11° 20′ 25″ O                             | 6. Feb. 1978 (BLR-LAB 780)   | Ländliches Wohnhaus/Bauernhof                      | KG: Leifers Bauparzelle: 96/2                           |
| ja   | Datei hochladen | Turm an der Tinzlleiten ID: 15702                            | 46° 27′ 3″ N, 11° 20′ 42″ O                              | 6. Feb. 1978 (BLR-LAB 780)   | Turmruine                                          | KG: Leifers Grundparzelle: 1039                         |

Falls bei einem Baudenkmal keine Koordinaten bekannt sind, werden ersatzweise die Katasterdaten zum Zeitpunkt der Unterschutzstellung angegeben. Diese sind weder offiziell noch zwingend aktuell.
Die vom Landesdenkmalamt übernommenen Adressen können veraltet sein.
| Foto:   | Fotografie des Denkmals. Klicken des Fotos erzeugt eine vergrößerte Ansicht. Daneben finden sich zwei Symbole: |
| ID      | Identifikator beim Südtiroler Landesdenkmalamt                                                                 |
| KG      | Katastralgemeinde                                                                                              |
| MD      | Ministerialdekret                                                                                              |
| BLR-LAB | Beschluss der Landesregierung – Landesausschussbeschluss                                                       |